# Karl Lilienfeld

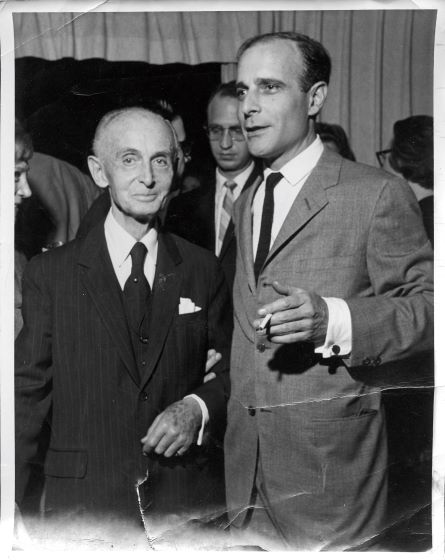
Karl Lilienfeld und Charles Levier East (1962)

Horst Karl Lilienfeld (* 14. September 1885 in Leipzig; † 1. August 1966 in Cademario, Tessin) war ein deutscher Kunsthistoriker und -händler.

## Leben
Lilienfeld war der Sohn des Königlich Sächsischen Kommerzienrats Viktor Lilienfeld und seiner Ehefrau Bertha (geborene Nachod). Er besuchte bis 1905 die Thomasschule zu Leipzig und studierte anschließend Kunstgeschichte und Musikgeschichte. Er absolvierte zwei Semester in Brüssel, drei Semester bei Theodor Kroyer, Berthold Riehl und Karl Voll in München, ein Semester bei Max Dessoir, Hermann Kretzschmar, Werner Weisbach und Heinrich Wölfflin in Berlin und fünf Semester bei Hermann Abert, Adolph Goldschmidt und Paul Menzer an der Universität Halle. Hier wurde er im November 1910 bei Adolph Goldschmidt promoviert. In seiner Dissertation beschäftigte er sich mit dem Maler Arent de Gelder.
Nach dem Studium wurde er im Januar 1911 Assistent von Cornelis Hofstede de Groot an der Königlichen Gemäldegalerie im Mauritshuis in Den Haag. Hier bereitete er das Material zum 5. Band des Beschreibenden und kritischen Verzeichnisses der Werke der hervorragendsten holländischen Maler des 17. Jahrhunderts für den Druck vor. Zugleich übernahm er die redaktionelle Vertretung der Zeitschrift Der Cicerone für den Bereich Holland. 1912 ging er als Leiter des dortigen Kunstvereins nach Leipzig. Im Jahr 1926 wurde er Direktor der Galerie van Diemen in New York, später Van Diemen-Lilienfeld Galleries. Sie handelte mit Bilder Alter Meister wie Hals und Rubens, französischen Impressionisten und deutschen Expressionisten.
Sein Neffe war der deutsch-niederländische Kunsthistoriker Horst Gerson.

## Veröffentlichungen (Auswahl)
- (Assistenz) Beschreibendes und kritisches Verzeichnis der Werke der hervorragendsten holländischen Maler des XVII. Jahrhunderts. Nach dem Muster John Smith’s Catalogue raisonné. Band 5, 6, 7. Kleinberger, Paris 1912, 1915, 1918.
- Kunstschätze in Schweden. In: Monatshefte für Kunstwissenschaft. 4, 1911, S. 509–513.
- Die Sommer-Ausstellung 1912 bei Fred. Muller in Amsterdam. In: Der Cicerone. 4, 1912, S. 725–730.
- Die Sammlung Steengracht: zu ihrer bevorstehenden Auflösung. In: Der Cicerone. 5, 1913, S. 327–333.
- Kritische Bemerkungen zu Werken der holländischen Schule im Leipziger Museum. In: Monatshefte für Kunstwissenschaft. 6, 1913, S. 453–454.
- Arent de Gelder. Sein Leben und seine Kunst (= Quellenstudien zur Holländischen Kunstgeschichte. 1). Martinus Nijhoff, Den Haag 1914 (zugleich Dissertation 1911 mit Lebenslauf, archive.org).

Er verfasste einige Artikel zu niederländischen Künstlern für das Allgemeine Lexikon der Bildenden Künstler von der Antike bis zur Gegenwart.